# Adobe Photoshop
Adobe Photoshop ([əˈdəʊbɪ ˈfəʊtəʃɒp], Адо̀уби Фотошо̀п, бълг. интернет жаргон Адо̀б Фотошо̀п) е професионална комерсиална програма за обработка на растерна графика от софтуерната компания Adobe. Photoshop позволява интерактивна редакция на сканирани и цифрово заснети графични материали в реално време чрез набор от инструменти. В съвременната си форма програмата поддържа над 20 графични файлови формата и интерфейсът ѝ е преведен на повече от 20 езика. Има собствен файлов формат – PSD (съкращение на PhotoShop Document), който запазва всички атрибути, използвани по време на работа, например различните видове слоеве (Layers), маски (Masks) и история на промените (History).
Photoshop е една от първите програми за редакция на цифрови изображения. Нейното име е станало нарицателно, примерно: „Какво се чудиш на тази снимка – фотошопната е!“. Тоест често се получава, че това, което се вижда, не е истинска фотография, а е резултат от майсторска компютърна обработка и даже графичен монтаж. Културата на дигиталните художници води до появата на термини като цифрова фотоманипулация, дигитално рисуване и цифрово акрилоподобно рисуване (airbrushing).
Photoshop е програма за визуална обработка на снимки и картини, за създаване на графики, скици, карти и други изображения. Тази програма се използва предимно за обработка и създаване на висококачествени изображения с висока резолюция, обикновено посредством слепване на много дигитални слоеве. Photoshop използва тонални и цветни инструменти за обработка и работи с модели за цвят, които описват цветове числово (както повечето програми от тази категория). Има различни методи на описване на цветовете числово.
Photoshop основава своите цветови режими на основните теоретични оптически-математически цветови модели – цветова схема (режим) RGB (Red (степени на червеното), Green (на зеленото), Blue (на синьото); на български е позната като цветова схема ЧЗС), режим CMYK (от англ. cyan – циан (синьозелен цвят), magenta – магента (светъл пурпурен цвят), yellow (жълто) и key (друго название за black, т.е. черно), цветова схема на *LAB и цветовата схема Greyscale (степени на сивото, понякога погрешно превеждана на български като „чернобял режим“).
Photoshop включва и режими за специализиран цветен изход, като индексира цвят и Duotone (два тона). При режима CMYK, всеки пиксел се състои от процент от всеки цвят. Четирите процентно изчислени основни цветове отговарят на тетра (четворна) комбинация от степени на яркост на мастилото. Например, ярък червен цвят може да се дели на 2% циан, 93% магента, 90% жълт и 0% черно. В изображения на CMYK, чистото бяло е създадено, когато всички четири компоненти имат стойности 0% (но на практика в повечето случаи белият цвят не се напечатва от принтера, а се залага на най-често употребявания фонови цвят на хартията – белия).
Използването на режима CMYK при изготвяне на изображение улеснява отпечатването на по-добре изглеждащи на хартия изображение и е следствие от специализирания печатарски фокус на този вид цветова гама. Разделение на цвят се създава при превръщането на изображение от цветова схема RGB в тази на CMYK. Ако се започне направо чрез ново дигитално изображение (създадено изцяло компютърно, а не сканирано), най-добре е да се редактира първо в RGB режим, а в края на процеса да се използва режима CMYK за експорт преди отпечатване. В режим на RGB може да се използват командите за настройка, които симулират ефектите на превръщане на CMYK без да променят данните на изображението. Режимът на CMYK позволява работата с изображения на CMYK, сканирани или внесени от други системи (например чрез TWAIN). Въпреки явните плюсове, двете цветови схеми и имат своите недостатъци и всяка се използва за определена цел, като RGB е по-разпространената (предимно поради по-честото боравене с изцяло дигитално създадени и редактирани изображения).

## Ранна история
През 1987 Томас Кнол, докторант в Мичиганския университет, започва да пише програма на своя Macintosh Plus компютър за изобразяване на картини в сивата гама на монохромен дисплей. Тази програма, наречена Display, заинтригува брат му Джон Кнол, работник в Industrial Light & Magic, който предлага на Томас да я превърне в цялостна програма за редакция на образи. Томас си взима шестмесечна почивка от проучванията си през 1988 г., за да работи заедно с брат си върху програмата, която е преименувана на ImagePro.
В това време Джон пътува до Силициевата долина и представя програмата на инженери от Apple Computer Inc. и на Ръсел Браун, художествен директор в Adobe. И двете демонстрации са успешни и Adobe решават да закупят разрешителното за производство през септември 1988 г. Докато Джон работи по плъгини в Калифорния, Томас остава в Ann Arbor да пише програмен код. Версия 1.0 на Photoshop е пусната през 1990 г. само и единствено за компютри от серията Macintosh.

## В съвремието
В днешно време версии на Photoshop се предлагат за повечето популярни комерсиални операционни системи, включително за Windows и Mac OS X. Известността на продукта е толкова голяма, че в английския език се появява думата photoshopping, която обозначава всякакъв вид редакция на растерни графики на компютър посредством приложен софтуер. Терминът-неологизъм дори бива включен в авторитетни речници на английския език, като Merriam-Webster's Dictionary of English.